# Changfeng Kylin
La Changfeng Kylin è un monovolune prodotta dalla casa automobilistica cinese Changfeng Motor dal 2008 al 2014 e con un design ispirato alla prima generazione di Renault Scénic.

## Storia
Si tratta della versione di produzione del prototipo Changfeng M1A, la presentazione è avvenuta al salone dell’automobile di Detroit nel gennaio del 2008 ed è stata una delle prime vetture cinesi a essere esposte a un evento in Nord America.
Tuttavia il modello sarà venduto solo sul mercato cinese e la produzione parte nell’agosto del 2008. 
Si tratta di una monovolume compatta di segmento C con un design fortemente ispirato alla Renault Scénic prima serie soprattutto nella fiancata e negli interni mentre la coda possiede un portellone e una forma dei gruppi ottici simili alla Nissan Almera Tino.
Possiede un abitacolo a cinque posti ed è equipaggiata con un motore 1.6 Mitsubishi 4G18S quattro cilindri alimentato a benzina con distribuzione sedici valvole, fasatura variabile e iniezione multipoint erogante 100 cavalli e 134 Nm di coppia massima a 4500 giri/min. Il cambio è un manuale a cinque rapporti.
Il telaio di base utilizza lo schema con trazione anteriore, monoscocca mista in acciai alto-resistenziali e acciai a deformazione programmata e sospensioni anteriori indipendenti di tipo MacPherson e posteriori indipendenti con schema Multilink e barra stabilizzatrice. Tra i dispositivi di sicurezza erano di serie i due airbag frontali, ABS, EBD, optional il controllo della stabilità ESP e della trazione.